# Guido Herrera
Guido Gabriel Herrera (Río Cuarto, 29 de febrero de 1992) es un futbolista argentino. Juega en la posición de arquero y su equipo actual es Talleres de Córdoba de la Primera División de Argentina. 
Con más de 300 encuentros jugados con Talleres, es el arquero con más partidos en la historia del club y uno de los diez futbolistas en alcanzar este logro si se cuentan todas las posiciones. También es el futbolista con más partidos internacionales jugados en la historia de La T y el arquero con el récord absoluto de más minutos sin recibir goles con la camiseta del Matador en Primera División, con 631 minutos invicto. En partidos totales de AFA, el número se estira a a 701 minutos. También es el arquero con más penales atajados en la historia del club.
A pesar de su posición de arquero, dio en su carrera tres pases de gol y marcó un gol de penal. Con el club cordobés, fue campeón de la Supercopa Internacional 2023, subcampeón de Primera División en dos oportunidades y de Copa Argentina en otras dos. Además, fue convocado a la Selección Argentina en 2018.

## Trayectoria

### Inicios
Empezó en el Club Deportivo Río Cuarto, y tras varias pruebas, queda finalmente en Belgrano de Córdoba.

### Belgrano
Guido Herrera formó parte del plantel profesional desde 2012 hasta mediados de 2013. Promovido a primera tras la lesión de Pablo Heredia, el tercer arquero del club cordobés. Integró en dos oportunidades el banco de suplentes, la primera vez en un partido por los octavos de final de la Copa Argentina y en la segunda ocasión, en la fecha 18 del Torneo Clausura 2012. No llegó a debutar. En busca de poder jugar se va del club.

### Defensores de Belgrano
En busca de continuidad, en julio de 2013 pasó a Defensores de Belgrano de Villa Ramallo.
 Siguió en el club hasta finales de 2015.

### Talleres
En 2016, tras no lograr el ascenso con Defensores a la B Nacional, pasó a Talleres como arquero suplente. Se convertiría en arquero titular luego de la lesión de Maurico Caranta; fue sin dudas una de las piezas fundamentales del equipo y consiguió el récord de imbatibilidad en el club con 701 minutos sin que le conviertan goles; marca histórica en el fútbol cordobés y en AFA. La temporada terminó con el campeonato y ascenso del Matador de Barrio Jardín. Por su buen rendimiento; Talleres decidió la compra del 80% de su pase y le extendió su contrato por 4 años más (hasta julio de 2020).
Para la temporada siguiente, ya en Primera División fue confirmado en el plantel y sigue en el arco como titular. Tuvo una actuación bastante sobresaliente en la primera parte del campeonato y terminó el 2016 con la valla menos vencida del campeonato.
En 2017; en la pretemporada tiene una actuación destacada en la Copa Desafió de 2017 en Mar del Plata frente a Rosario Central; el resultado final fue 1 a 1 por lo que se tuvo que definir al ganador desde el punto de penal, Guido atajó dos penales y convirtió uno en la definición lo que le permitió a su club llevarse la victoria. Después del partido fue sondeado por Boca; ya que requerían con urgencia un buen arquero; pero Talleres lo calificó como intransferible.
En 2018 frente a Olimpo Guido Herrera convirtió el penal que clasificó a su equipo a la Copa Libertadores 2019
El 21 de diciembre de 2020 el Club Talleres oficializó su regreso, tras rescindir el préstamo con el Malatyaspor, que había firmado en agosto del mismo año.

## Selección nacional
Integró la selección argentina sub-17 en encuentros amistosos como así también en el Mundial de Nigeria 2009.
En 2018 fue convocado por Lionel Scaloni para integrar la lista de la selección argentina que disputó los partidos amistosos ante Irak y Brasil.
Durante 2019 fue sondeado una vez más por Walter Samuel, miembro del cuerpo técnico de la selección, durante el partido entre Talleres y Banfield.

### Participaciones en mundiales
| Mundial                     | Sede    | Resultado        |
| --------------------------- | ------- | ---------------- |
| Copa Mundial Sub-17 de 2009 | Nigeria | Octavos de final |

## Clubes
| Club                              | País      | Año         |
| --------------------------------- | --------- | ----------- |
| C. A. Belgrano                    | Argentina | 2012-2013   |
| C. A. Defensores de Belgrano (VR) | Argentina | 2013-2015   |
| C. A. Talleres                    | Argentina | 2016-2020   |
| Yeni Malatyaspor (préstamo)       | Turquía   | 2020        |
| C. A. Talleres                    | Argentina | 2021 - Act. |

## Estadísticas

### Clubes
- Actualizado hasta el último partido jugado el 3 de mayo de 2025

| Club | Div.                | Temporada           | Liga | Liga | Liga | Copas nacionales(1) | Copas nacionales(1) | Copas nacionales(1) | Copas internacionales(2) | Copas internacionales(2) | Copas internacionales(2) | Total | Total | Total |
| Club | Div.                | Temporada           | PJ   | GR   | VI   | PJ                  | GR                  | VI                  | PJ                       | GR                       | VI                       | PJ    | GR    | VI    |
| --- | ------------------- | ------------------- | ---- | ---- | ---- | ------------------- | ------------------- | ------------------- | ------------------------ | ------------------------ | ------------------------ | ----- | ----- | ----- |
| Defensores de Belgrano (VR) Argentina | 3.ª                 | 2014                | 14   | -11  | 7    | 2                   | -1                  | 1                   | —                        | —                        | —                        | 16    | -12   | 8     |
| Defensores de Belgrano (VR) Argentina | 3.ª                 | 2015                | 35   | -31  | 13   | 1                   | -2                  | 0                   | —                        | —                        | —                        | 36    | -33   | 13    |
| Defensores de Belgrano (VR) Argentina | Total club          | Total club          | 49   | -42  | 20   | 3                   | -3                  | 1                   | 0                        | 0                        | 0                        | 52    | -45   | 21    |
| Talleres (C) Argentina | 2.ª                 | 2016                | 11   | -3   | 8    | —                   | —                   | —                   | —                        | —                        | —                        | 11    | -3    | 8     |
| Talleres (C) Argentina | 1.ª                 | 2016-17             | 30   | -30  | 9    | 1                   | 0                   | 1                   | —                        | —                        | —                        | 31    | -30   | 10    |
| Talleres (C) Argentina | 1.ª                 | 2017-18             | 27   | -20  | 15   | —                   | —                   | —                   | —                        | —                        | —                        | 27    | -20   | 15    |
| Talleres (C) Argentina | 1.ª                 | 2018-19             | 22   | -24  | 8    | 7                   | -7                  | 3                   | 4                        | -4                       | 2                        | 33    | -35   | 13    |
| Talleres (C) Argentina | 1.ª                 | 2019-20             | 21   | -25  | 8    | 3                   | -1                  | 2                   | —                        | —                        | —                        | 24    | -26   | 10    |
| Talleres (C) Argentina | 1.ª                 | 2021                | 25   | -28  | 10   | 10                  | -9                  | 3                   | 4                        | -4                       | 1                        | 39    | -41   | 14    |
| Talleres (C) Argentina | 1.ª                 | 2022                | 22   | -21  | 5    | 14                  | -18                 | 5                   | 10                       | -10                      | 5                        | 46    | -49   | 15    |
| Talleres (C) Argentina | 1.ª                 | 2023                | 27   | -23  | 10   | 17                  | -18                 | 6                   | —                        | —                        | —                        | 44    | -41   | 16    |
| Talleres (C) Argentina | 1.ª                 | 2024                | 26   | -26  | 11   | 15                  | -16                 | 4                   | 8                        | -9                       | 2                        | 49    | -51   | 17    |
| Talleres (C) Argentina | 1.ª                 | 2025                | 15   | -14  | 5    | 1                   | 0                   | 1                   | 3                        | -6                       | 0                        | 19    | -20   | 6     |
| Talleres (C) Argentina | Total club          | Total club          | 226  | -214 | 89   | 68                  | -69                 | 25                  | 29                       | -33                      | 10                       | 323   | -316  | 124   |
| Yeni Malatyaspor Turquía | 1.ª                 | 2020-21             | 3    | -7   | 0    | 1                   | 0                   | 1                   | —                        | —                        | —                        | 4     | -7    | 1     |
| Yeni Malatyaspor Turquía | Total club          | Total club          | 3    | -7   | 0    | 1                   | 0                   | 1                   | 0                        | 0                        | 0                        | 4     | -7    | 1     |
| Total en su carrera | Total en su carrera | Total en su carrera | 278  | -263 | 109  | 72                  | -72                 | 27                  | 29                       | -33                      | 10                       | 379   | -368  | 146   |
| (1)Incluye datos de la Copa Argentina, Copa Superliga, Copa de Turquía, Copa de la Liga y Supercopa Internacional. (2)Incluye datos de la Copa Libertadores y Copa Sudamericana. |                     |                     |      |      |      |                     |                     |                     |                          |                          |                          |       |       |       |

## Palmarés

### Títulos nacionales
| Título                  | Club           | País      | Año  |
| ----------------------- | -------------- | --------- | ---- |
| Primera B Nacional      | C. A. Talleres | Argentina | 2016 |
| Supercopa Internacional | C. A. Talleres | Argentina | 2025 |